# Eyang-Amanghe
Eyang-Amanghe (ou Eyang Manghe, Eyang Mangha) est une localité du Cameroun située dans la Région du Sud-Ouest et le département de la Manyu. Elle est rattachée administrativement à la commune d'Eyumodjock et au canton d'Inokun.

## Population
La localité comptait 44 habitants en 1953, 47 en 1967, principalement Ejagham.
Lors du recensement de 2005 on y a dénombré 68 personnes.